# The Winds of Winter
The Winds of Winter será o sexto livro da série de fantasia épica As Crônicas de Gelo e Fogo, escrita pelo norte-americano George R. R. Martin e publicada pela editora Bantam Spectra. Seu enredo se passa após os dois livros paralelos da saga, A Feast for Crows (publicado em 2005) e A Dance with Dragons (lançado em 2011).
Em Março de 2012, o autor afirmou que os dois últimos livros da saga levarão os leitores mais ao norte do que qualquer um dos livros anteriores, e que os Outros vão aparecer em The Winds of Winter.
O intervalo de publicação entre o quarto e o quinto volumes da saga foi de seis anos, o que gerou críticas por parte de fãs; o autor disse esperar que The Winds of Winter esteja pronto dentro de, pelo menos, três anos após o lançamento do livro anterior. Em 2012, Martin confirmou que o sexto livro deve ser lançado apenas em 2014, 3 anos após o anterior. Em junho de 2010, Martin terminara quatro capítulos do tomo — sob o ponto de vista de Sansa Stark, Arianne Martell e Arya Stark. Um mês depois, o autor anunciou ter escrito cerca de 100 páginas do romance. Em dezembro de 2011, Martin liberou um capítulo da obra para leitura on-line, sob a perspectiva de Theon Greyjoy.
No início de janeiro de 2016 Martin confirmou no seu LiveJournal que não tinha cumprido o prazo (até ao final de 2015) de lançamento do sexto livro, antes da sexta temporada da série da HBO. O autor acrescentou que havia "ainda muito por escrever" e que a conclusão do livro estava "a meses de distância... se a escrita correr bem". Confirmou também que algumas partes do enredo do livro podem ser reveladas na próxima temporada de Game of Thrones.
Em Abril de 2018, o autor confirmou, através de seu blog, que o livro não seria lançado no mesmo ano.
A 22 de Maio de 2019, o autor, através do seu blog, revelou que em Agosto de 2020 na 78ª WorldCon na Nova Zelândia o livro estaria escrito e em processo de publicação

## Enredo
O último livro lançado, A Dance with Dragons, cobriu menos história do que Martin queria, excluindo ao menos uma grande batalha planejada e deixando vários personagens com histórias pendentes. Martin espera resolver essas histórias "bem cedo" em The Winds of Winter, dizendo: "Eu vou começar com as duas grandes batalhas que estive construindo: a batalha no gelo e a batalha em Mereen - A batalha da Baía dos Escravos. E, então, partirei daí." Um capítulo de Victarion Greyjoy começará cinco minutos após o final de A Dance with Dragons, acontecendo na véspera da chegada dos Homens de Ferro na Baía dos Escravos.  Amostras de capítulos de Arianne Martell publicados por Martin em seu web site mostraram ela indo em direção ao Poleiro do Grifo para ver o jovem rapaz que está chamando a si mesmo de Aegon. Na Feira Internacional do Livro de Guadalajara, em 2016, Martin deu algumas pistas sobre a natureza obscura de The Winds of Winter: ..."estive dizendo a vocês durante 20 anos que o inverno estava chegando. O inverno é o momento em que as coisas morrem. Gelo, fogo e escuridão preenchem o mundo, então não será alegre e agradável como as pessoas podem estar esperando. Alguns dos personagens [estão em] lugares muito escuros. ...As coisas pioram antes de melhorar, então as coisas estão piorando para muitos personagens."

## Personagens
O autor já confirmou os seguintes personagens:
- Aeron Greyjoy: Um capítulo foi removido de A Dança dos Dragões em julho de 2010.[5] Um capítulo intitulado The Forsaken foi lido em maio de 2016, na Balticon. Foi escrito em ou antes de 2011, mas não havia confirmação de que esse fosse o capítulo removido de A Dança dos Dragões.[14]
- Arianne Martell: Dois capítulos foram removidos de A Dança dos Dragões em junho de 2010.[4] Um capítulo de amostra apareceu no site de Martin em janeiro de 2013[11] e foi lido no Festival de Literatura Harbor Front em junho de 2015. Martin leu dois capítulos no MystiCon, em fevereiro de 2016. Em maio de 2016, Martin substituiu a amostra de capítulo de Sansa Stark do seu site, intitulada de Alayne, de 2015, pelo primeiro capítulo de Arianne Martell que ele leu no MystiCon.
- Arya Stark: Um capítulo foi removido de A Dança dos Dragões em junho de 2010[4] e um capítulo de amostra intitulado Mercy apareceu no site de Martin em março de 2014.[15][16]
- Barristan Selmy: Um capítulo foi lançado como um teaser no final da edição de bolso de 2013 dos EUA de A Dança dos Dragões.[17] Em 2013, Martin leu um segundo capítulo na Boskone.[18]
- Sansa Stark: Um capítulo foi removido de A Dança dos Dragões em junho de 2010[4] e um capítulo de amostra intitulado Alayne apareceu no site de Martin em abril de 2015.[12]
- Theon Greyjoy: Um capítulo de amostra apareceu no site de Martin em dezembro de 2011.[19] Também aparece como um capítulo no final da edição de bolso de A Dança dos Dragões (parte dois) do Reino Unido.
- Tyrion Lannister: Um capítulo foi lido na Eastercon em abril de 2012[20] e outro na Worldcon em agosto de 2013.[21] O segundo foi publicado posteriormente no aplicativo oficial do iOS em 20 de março de 2014.[22]
- Victarion Greyjoy: Partes de um capítulo foram lidas pela primeira vez no TIFF Bell Lightbox em março de 2012.[23]

Martin confirmou que Areo Hotah e Melisandre retornarão como pontos de vista, mas não indicou em que circunstância seus capítulos aparecerão, e que Bran Stark aparecerá no livro, mas não disse se seria como ponto de vista. Além disso, ele brincou na Comic-Con de San Diego de 2014 que Jeyne Westerling, a viúva de Robb Stark, aparecerá no capítulo do prólogo, mas não revelou quem seria o personagem do ponto de vista desse capítulo.